# 近藤佳奈子
近藤 佳奈子（こんどう かなこ、1981年6月26日 – ）は、日本の女性声優、歌手。東京都出身。リマックス所属。

## 略歴
小さい頃は幼稚園教諭になりたかったという。小さい頃からアニメが好きで、アニメから夢、希望、勇気をもらっていたという。学校で習わないたくさんの事を学んでいたという。アニメであるため、現実離れしたものもあり、そのギャップ、世界観、そこに登場するキャラクターの魅力に引き込まれていたという。「そんな、魅力に溢れたアニメのキャラクターになれたら…」と思っていたという。その時、アニメイベントで声優オーディションのチラシをもらい、「プロアマ問わず」と書かれていたため、迷わずに応募して合格してしまったという。
声優演技研究所を経て、2006年6月よりリマックスに所属。専門学校には行っていないため、本人は行きたかったとブログで語っている。
福圓美里や小倉結衣は中学時代からの友人であり、同じ中学・高校に通っていた。福圓美里とは中学時代からの盟友でもある。福圓美里とは『アクセル・ワールド』で共演をしている。
声優ユニットの外道乙女隊やG.G.F.の元メンバーである。
2020年11月6日に一般男性との結婚、並びに自身の妊娠を報告。
2021年4月24日に、男児の出産を報告した。
2024年10月18日に、自身のYouTubeチャンネル「近藤佳奈子のこんちゃんねる」を開設した。

## 人物
趣味は読書や歌、作詞、料理、イラストを描くこと。特技はクラシックバレエ。
栄養士免許の資格を所持している。戦隊が好きである。

## 出演
太字はメインキャラクター。

### テレビアニメ
2003年
- デ・ジ・キャラットにょ（子供A、ブウ子ちゃん）

2004年
- ギャラクシーエンジェルX（巨大ゴキブリ、くま〈ぬいぐるみ〉）

2005年
- それゆけ!外道乙女隊（北華可菜子）
- Canvas2 〜虹色のスケッチ〜（放送部員）

2006年
- ギャラクシーエンジェる〜ん（ステリーネ）
- DEATH NOTE（新入生D、女子大生、京子、ミサの後輩）
- ぽかぽか森のラスカル（2006年 - 2007年、スー）

2008年
- 西洋骨董洋菓子店〜アンティーク〜（客A）

2010年
- おじゃる丸（女の子）
- 起業忍者 イガ社長と秘書ガーコ（ガーコ）

2011年
- 輪るピングドラム（婦警）

2012年
- アクセル・ワールド（マンガン・ブレード）
- 戦国コレクション（高橋純）
- 探検ドリランド（2012年 - 2013年、ララ）

2013年
- BLAZBLUE ALTER MEMORY（ノエル＝ヴァーミリオン、ν-No.13-、Λ-No.11-、μ-No.12-）

2015年
- ちびまる子ちゃん（男の子）

### 劇場アニメ
- RE:cycle of the PENGUINDRUM [後編] 僕は君を愛してる（2022年）

### OVA
- おじいちゃんが残してくれたもの〜燃えても燃えない? 燃えにくい!（青田[2]）

### Webアニメ
- 「明治乳業PINO」朝ピノラボ（2013年、朝ピノ子[26]）
- ビクマっ娘（2018年 - 2019年、つくほん[27][28]）

### ゲーム
2005年
- CROSS WORLD 見知らぬ空のエターティア（琥珀、アレキサンドライト）

2006年
- GALAXY ANGEL II 絶対領域の扉（ステリーネ）
- スーパーモンキーボール ウキウキパーティー大集合（ヤンヤン）
- ぷよぷよ! Puyopuyo 15th anniversary（ルルー）

2007年
- GALAXY ANGEL II 無限回廊の鍵（ステリーネ）
- タッチ・デ・ウノー!DS（トモ、イブル）
- Disney マジカルダンス オン ドリームステージ

2008年
- BLAZBLUE CALAMITY TRIGGER（ノエル＝ヴァーミリオン、ν-13）
- ミブリー&テブリー（デザイア）

2009年
- GALAXY ANGEL II 永劫回帰の刻（マリア・ステリーネ）
- ぷよぷよ7（ルルー）
- BLAZBLUE CONTINUUM SHIFT（ノエル＝ヴァーミリオン、Λ-11、μ-12、帝）

2010年
- ぶれいぶるー -バトル×バトル-（ノエル＝ヴァーミリオン）
- BLAZBLUE CONTINUUM SHIFT II（ノエル＝ヴァーミリオン、Λ-11、μ-12、帝）

2011年
- クイーンズゲイト スパイラルカオス（ノエル＝ヴァーミリオン）
- 謎惑館 〜音の間に間に〜（クリ男、その他）
- ぷよぷよ!! Puyopuyo 20th anniversary（ルルー）
- BLAZBLUE CONTINUUM SHIFT EXTEND（ノエル＝ヴァーミリオン、Λ-11、μ-12）

2012年
- BLAZBLUE CHRONOPHANTASMA（ノエル＝ヴァーミリオン、μ-12、ν-13）
- ぶれいぶるー くろーんふぁんたずま（ノエル＝ヴァーミリオン）

2013年
- 777ファイター（東千代）
- 乙女的恋革命★ラブレボ!! 100kgからはじまる→恋物語（荻野梨恵）
- カオス ヒーローズ オンライン（ノエル）
- ぷよぷよ!!クエスト（2013年 - 2024年、ルルー、イレーヌ）

2014年
- ぷよぷよテトリス（ルルー）
- BLAZBLUE CHRONOPHANTASMA EXTEND（ノエル＝ヴァーミリオン、μ-12、ν-13、Λ-11）

2015年
- BLAZBLUE CENTRALFICTION（ノエル＝ヴァーミリオン、μ-12、ν-13、Λ-11、サヤ）
- BLAZBLUE Revolution Reburning（ノエル＝ヴァーミリオン、μ-12）※台湾製スマホゲーム
- ファンタシースターオンライン2（女性共通ノエルボイス）
- 刻のイシュタリア（2015年 - 2019年、高潔の予言者ミリアム、意地悪夢魔ラマシュトゥ、南国の夢魔ラマシュトゥ、捜査官ダナ、豊穣の戦女姫カーラ、超艶美夢魔ラマシュトゥ、楽宴の夢魔ラマシュトゥ、モディ・ドゥー、風王国の温泉リリィ）
- 【18】キミト ツナガル パズル（日向絵瑠、彩色の魔女、紅葉）
- LORD of VERMILION ARENA（蒼の継承者ノエル）

2016年
- ウチの姫さまがいちばんカワイイ（愛護姫 サファリナ・パルクス）
- 白猫プロジェクト（ラヴリ）
- クイズRPG 魔法使いと黒猫のウィズ（ラヴリ）
- LINE 潜空のレコンキスタ（クレオパトラ、エキドナ、風神雷神）
- LINE 英雄乱舞（ノエル＝ヴァーミリオン）
- セブンナイツ（ノエル＝ヴァーミリオン）
- 戦国姫譚MURAMASA-雅-（施薬院全宗、小野鎮幸、丸目長恵)
- ぷよぷよクロニクル（ルルー）
- 龍が如く6 命の詩。（ルルー）
- LORD of VERMILION ARENA（神殺μ-No.12-）
- LORD of VERMILION Re:3（蒼の継承者ノエル）

2017年
- 白と黒のアリス（美羽）
- 輝星のリベリオン（ノエル＝ヴァーミリオン）
- ビーナスイレブンびびっど!（ノエル＝ヴァーミリオン）
- 星界神話 -ASTRAL TALE-（白黒のゴシック少女・エリー）
- 幻獣契約クリプトラクト（2017年 - 2019年、シェムハザ）
- アクセル・ワールド エンドオブバースト（高野内雪 / マンガン・ブレード）
- 最終戦艦withラブリーガールズ（吹雪）
- ヴィーナスランブル（カーリー）

2018年
- BLAZBLUE CROSS TAG BATTLE（ノエル＝ヴァーミリオン、ν-No.13-）
- 白と黒のアリス -Twilight line-（美羽）
- 逆転オセロニア（2018年 - 2021年、ユスティ＆ギル）
- 暁のエピカ -Union Brave-（2018年 - 2019年、白黒のゴシック少女・エリー、白黒の天使エリー）
- 帝国戦記（2018年 - 2020年、セフィルス、シャーノ）
- ぷよぷよeスポーツ（ルルー）
- ドールズフロントライン（ノエル＝ヴァーミリオン / μ-12）
- サファイア・スフィア〜蒼き境界〜（μ-No.12-）
- JUDGE EYES:死神の遺言（ルルー）

2019年
- BLAZBLUE CENTRALFICTION Special Edition（ノエル＝ヴァーミリオン、ν-No.13-、μ-No.12-、Λ-No.11-）
- ブラウンダスト（テミス）
- 神装の戦乙女（ジェザ、イーディア）
- ファイトリーグ（氷上のレジェンド レオナ）
- デスティニーチャイルド（ノエル）
- 共闘ことばRPG コトダマン（ルルー）

2020年
- 放置少女〜百花繚乱の萌姫たち〜（ノエル）
- ヤマトクロニクル覚醒（雷神）
- ぷよぷよテトリス2（ルルー）

2021年
- BLAZBLUE ALTERNATIVE DARK WAR（ノエル＝ヴァーミリオン、十三、Λ-No.11-）

2022年
- セガNET麻雀 MJ（ルルー）

### アプリ
- BLAZBLUE アラームクロック〜ノエル〜（2012年、ノエル＝ヴァーミリオン[101]）

### ドラマCD
2003年
- GALAXY ANGEL キャラクターファイル01「ミルフィーユ・桜葉」（ティーラウンジ店員）

2004年
- カオシックルーン（菊池エリ、機界アナウンス）

2005年
- あかほり外道アワー「らぶげ」オリジナルCDドラマ その1、2（北華可菜子）
- 1年777組（姫宮ヒメ）

2006年
- アクエリアンエイジ7周年記念ドラマCD 後編（ガブリエル）

2007年
- ETERNAL LEGEND 継承の系譜 〜上/中/下巻〜（2007年 - 2008年、アイリス）

2008年
- スーパーロボット大戦OG×無限のフロンティア スペシャルドラマ＆サウンドトラックDisc（オペレーターB）

2009年
- BLAZBLUE シリーズ（ノエル・ヴァーミリオン）
  - ドラマCD「ぶるどら りべるわん」
  - ドラマCD「ぶるどら りべるつぅ」

- アクエリアンエイジ10thアニバーサリードラマCD（ジリアン・マキャフリー）

2010年
- こちら わい×うい放送部♪ The CD vol.1（コンチャン）
- 理系男子。〜ぼくらの修学旅行 in 京都〜（花沢華子）
- BLAZBLUE ドラマCD「THE WHEEL OF FORTUNE〜運命の輪〜」（ν-13）
- ドラマCD とむりえ〜お酒の国の大宴会、萌えて候！〜（おぎん）
- ドラマCD とむりえ2〜トムリエ危機一髪！〜（おぎん）
- 『咆えろ！ガイレオン／荒野ニ咲ク花、ブリキノ翼』内収録ドラマ

2011年
- 七星魔導史マフィン伝 魔剣の姫君と暗黒卿の秘儀（マリモ、ソレイユ）

2012年
- ドラマCD「ぷよぷよ」Vol.1、4、6（ルルー、2012年 - 2016年）

2016年
- 『fraction』内収録音声ドラマ「Prologue」、「Epilogue」(A-1)

### 吹き替え
- エアポートフライト323（ミリアム[2]）
- サティスファクション（ボニー[2]）
- JIGSAWゲーム・オブ・デス（ローラ[2]）
- シャドウ（レイジ[2]）
- ハーブ（不良女子高生）
- デイ・オブ・デスティニー

### ナレーション
- nanaco TVCM [2]
- タカラトミー『 赤ちゃんけろっとブランケット 』TVCM
- 映画ちゃん[2]
- ドクモカフェTV（レギュラー）[2]
- 日活創立100周年スペシャルこの人この1本 100年残したい日活映画 <スタッフ編>（レギュラー）[2]
- ベネッセch『 げんきすくすく!!』（リズ）
- 中国電力TVCM[2]
- タカラトミー ついまる[2]
- TSUTAYA買い取りTVCM（ペンギン[2]）
- 突撃!隣の闘会議〜XFLAG様のお宝情報編〜

### ラジオ
※はインターネット配信。
時期不明
- 井上喜久子のキャラメルタウン（？ - 2006年、BSQR489）
- 鏡の国の近藤佳奈子
- キートン☆かなこのRadioShow!

2000年代
- 井上喜久子のキャラメルハイツ（2004年 - 2006年、文化放送・BSQR489）
- 温子と隼人のアクエリ放送局→アクエリTV（2004年 - 2013年、音泉・BEWE※）
- キャン番娘のきゃらめるKISS（2005年、BSQR・インターネットラジオ※）
- ギルティギアのうぇぶらじおかもしれない（2006年、アーク・システムワークス※）
- Palletのきまぐれ☆Street（2006年 - 2007年、klap.jp※）
- かなりえのHappy Fancies Radio（2007年 - 2008年、ウェーブマスター）
- CAFE DE ARC（2007年、アーク・システムワークス）
- Happy Fancies Radio NEO!!（2008年 - 2010年、ウェーブマスター）
- ぶるらじ（2009年、ニコニコ動画内「アークシステムワークス公式動画チャンネル」※）
- うみぶたらじお（2009年 - 2010年、DNEメディアステーション※）

2010年代
- こちら わい×うい放送部♪（2010年、WISETONE）
- 続・ぶるらじ（2010年、ニコニコ動画内「アークシステムワークス公式動画チャンネル」※）
- ぶるらじW（2011年 - 2012年、ニコニコ動画内「アークシステムワークス公式動画チャンネル」※）
- 音の間に間に! 謎惑RADIO☆（2011年、『謎惑館 〜音の間に間に〜』公式サイト※）
- ぷよかなくらぶ!!（ウェーブマスター）
- ぶるらじH（2012年 - 2013年、ニコニコ動画内「アークシステムワークス公式動画チャンネル」※）
- ぶるらじA（2013年 - 2014年、ニコニコ動画内「アークシステムワークス公式動画チャンネル」※）
- ぶるらじすぺしゃる（2014年 - 2015年、ニコニコ動画内「アークシステムワークス公式動画チャンネル」※）
- シークレットベース〜Kステーション〜（2014年 - 、YouTube内「ターゲット・レーベル公式動画チャンネル」※）[108]
- ぶるらじQ（2015年 - 2016年、ニコニコ動画内「アークシステムワークス公式動画チャンネル」※）
- HOT!DOTT!情報局（2015年）
- ぶるらじD（2016年 - 2017年、ニコニコ動画内「アークシステムワークス公式動画チャンネル」※）
- ぶるらじNEO（2018年 - 、ニコニコ動画内「アークシステムワークス公式動画チャンネル」※）

### ラジオドラマ
- PROJECT DOTT（2016年、デコ、子ども）

### ラジオCD
2000年代
- Radio Happies Special Edition（2009年8月14日）
- ＜音泉＞スペシャルCD 2009夏、冬（2009年8月、12月）

2010年代
- ＜音泉＞スペシャルCD 2010夏、冬（2010年8月、12月）
- ＜音泉＞スペシャルCD 2011夏、冬（2011年8月、12月）
- ＜音泉＞スペシャルCD 2012夏、冬（2012年8月、12月）

### その他の出演
- Gamers Guardian Fairies（池袋本店守護妖精・アレキサンドライト、大宮店守護妖精・琥珀）
- 獣咆ガイレオン
- オーディオブック『桐島、部活やめるってよ』（2013年、東原かすみ[109]）

### テレビ番組
- ちょい寄り！（レポーター）
- あらかわまるごとTV（MC担当）
- アニメTV（2009年、スタジオゲスト）
- SmaSTATION!!（2011年 再現VTR内での出演、2012年 再現VTR内での出演、2014年 再現VTR内での出演）

### Web番組
2011年
- ぷよぷよ!! チャンネルライヴinニコニコ本社
- ゲームのじかん 第64回〜注目ゲーム盛りだくさん〜

2013年
- 『ぷよぷよフェスタ2012』ぷよぷよ最強プレイヤーが決定!出演声優も大集合!
- 24じかん、まるごとセガゲーム「ぷよじかんテレビ」

2014年
- ぷよまるテレビ
- やまけんと前田登の13日の××曜日

2015年
- ぷよクエ公式ニコ生（#5）
- 荻原秀樹のブラックベース（第2回）

2016年
- ぷよにこテレビ〜ぷよぷよ25周年記念〜（ニコニコ生放送：2月25日）
- 生でanimelo mix〜新井里美・木戸衣吹のゆるっとあふたぬーん〜（ニコニコ生放送：3月）
- ぷよクエ公式ニコ生〜3周年ありがとうスペシャル〜（ニコニコ生放送：4月22日）
- 今井麻美のニコニコSSG（ニコニコ動画内「今井麻美のSSGチャンネル」：第21回）

### 映像商品
時期不明
- 井上喜久子のキャラメル!ポリスアカデミーシリーズ（鈴木風）
- いまさら..アークシステムワークスに突撃リポート（レポーター）

2011年
- GUILTY GEAR×BLAZBLUE MUSIC LIVE 2011（5月11日）
- ロボットーク!〜強大合体グレートキズナー〜（6月20日）

2014年
- Pandaful Party vol.1〜MIRROR〜 プロモーション・ライブビデオ

### 舞台
20??年
- 井上喜久子のキャラメル!ポリスアカデミーシリーズ（鈴木風）
- 強大合体グレートキズナーVol.零（雷電薺）

2001年
- リボンの騎士〜少女薔薇の英雄伝記〜

2007年
- リマックス10周年記念公演 リマックス流浦島太郎

2014年
- team.roughstyle 第三回公演『桜物語』（9月27日、28日）

2015年
- team.roughstyle 第四回公演 リーディングシアター「あやかり草紙」（7月11日、12日）

2017年
- あいたま（10月6日 - 9日、新宿シアター・ミラクル）（秋沢奈緒）
- あいたま（12月8日 - 10日、長野・ピカデリーホール）（秋沢奈緒）

2018年
- あいたま（3月16日 - 18日、大阪・シアター朝日）（秋沢奈緒）
- あいたま（6月13日 - 17日、恵比寿・エコー劇場）（秋沢奈緒）

## ディスコグラフィ

### アルバム

#### オリジナルアルバム
| 枚  | 発売日        | タイトル | 規格品番   | 規格品番  | オリコン 最高位 |
| 枚  | 発売日        | タイトル | 特別限定版 | 通常盤    | オリコン 最高位 |
| --- | ------------- | -------- | ---------- | --------- | --------------- |
| 1st | 2012年1月25日 | Album♪   | WMBM-0010A | WMBM-0010 | 183位           |
| 2nd | 2013年8月21日 | MIRROR   |            | TQCJ-1018 | 108位           |
| 3rd | 2014年7月9日  | Prism    | TQCJ-1020  | 95位      |                 |
| 4th | 2016年3月16日 | fraction | TECH-28467 | 位        |                 |

#### ミニアルバム
| 枚  | 発売日        | タイトル       | 規格品番  | オリコン 最高位 |
| --- | ------------- | -------------- | --------- | --------------- |
| 1st | 2010年7月1日  | Pandora        | GNCA-7154 | 233位           |
| 2nd | 2017年8月31日 | 夜が明ける前に | NCA-3021  | 位              |
| 3rd | 2018年9月20日 | forever        | NCA-3022  | 位              |

### タイアップ曲
| 楽曲          | タイアップ                               | 時期   |
| ------------- | ---------------------------------------- | ------ |
| Pandora tears | ゲーム『BLAZBLUE CONTINUUM SHIFT』挿入歌 | 2010年 |

### キャラクターソング
| 発売日   | 商品名                                                                 | 歌                                                                                                 | 楽曲                                                                  | 備考                                                 |
| 2002年   | 2002年                                                                 | 2002年                                                                                             | 2002年                                                                | 2002年                                               |
| -------- | ---------------------------------------------------------------------- | -------------------------------------------------------------------------------------------------- | --------------------------------------------------------------------- | ---------------------------------------------------- |
| 10月27日 | Go! Go! Fairies!!                                                      | G.G.F.                                                                                             | 「Go! Go! Fairies」 「Welcome!」                                      |                                                      |
| 12月29日 | Fairies' Day Off!!                                                     | G.G.F.                                                                                             | 「Fairies' Day Off!!」 「G・G・F!（a.k.a. D・U・P!）」 「My Dear...」 |                                                      |
| 2003年   |                                                                        | |                                                                       |                                                      |
| 6月6日   | Rainbow☆ドリーム                                                       | 近藤佳奈子、井口裕香、氷上恭子、門田幸子                                                           | 「Rainbow☆ドリーム」                                                  |                                                      |
| 2004年   |                                                                        | |                                                                       |                                                      |
| 8月13日  | PARTY☆NIGHT 大全集（踊）                                               | 近藤佳奈子、廣田詩夢、井口裕香                                                                     | 「PARTY☆NIGHT -G.G.F. Version-」                                      |                                                      |
| 2005年   |                                                                        | |                                                                       |                                                      |
| 9月28日  | あかほり外道アワーらぶげ オリジナルサウンドトラック+キャラクターソング | 北華翼（音宮つばさ）、北華可菜子（近藤佳奈子）、北華詩乃（廣田詩夢）                               | 「修行が足りない」                                                    | テレビアニメ『それゆけ！外道乙女隊』関連曲           |
| 9月29日  | Eternal Love 大全集（愛）                                              | 近藤佳奈子、井口裕香、中山恵里奈                                                                   | 「Eternal Love G.G.F.-KIN- Version」                                  | テレビアニメ『ギャラクシーエンジェル』関連曲         |
| 2009年   |                                                                        | |                                                                       |                                                      |
| 7月1日   | BLAZBLUE Original Soundtrack -Consumer Edition-                        | ノエル=ヴァーミリオン（近藤佳奈子）                                                                | 「Love so Blue〜蒼の鼓動〜」                                          | ゲーム『BLAZBLUE』関連曲                             |
| 12月23日 | BLAZBLUE SONG ACCORD #1 with CONTINUUM SHIFT                           | ノエル=ヴァーミリオン（近藤佳奈子）                                                                | 「Stardust memory〜約束の場所〜」                                     | ゲーム『BLAZBLUE』関連曲                             |
| 2010年   |                                                                        | |                                                                       |                                                      |
| 10月20日 | こちら わい×うい放送部♪ The CD vol.1                                   | ユカリン（福井裕佳梨）、アヤナッチ（笹川亜矢奈）、カナッペ（酒井香奈子）、コンチャン（近藤佳奈子） | 「大きな愛・地球☆」 「わい×うい学園校歌」                             |                                                      |
| 10月20日 | こちら わい×うい放送部♪ The CD vol.1                                   | カナッペ（酒井香奈子）、コンチャン（近藤佳奈子）                                                   | 「だいすきマイフレンド」                                              | アプリ『もふもふ牧場』テーマソング                   |
| 12月25日 | BLAZBLUE SONG ACCORD #2 with CONTINUUM SHIFT II                        | ノエル=ヴァーミリオン（近藤佳奈子）、ツバキ=ヤヨイ（今井麻美）                                     | 「Don't Look Back」                                                   | ゲーム『BLAZBLUE CONTINUUM SHIFT II』関連曲          |
| 2013年   |                                                                        | |                                                                       |                                                      |
| 3月27日  | ぷよぷよ ヴォーカルトラックス                                          | ルルー（近藤佳奈子）                                                                               | 「格闘女王ルルー様」                                                  | ゲーム『ぷよぷよ!! Puyopuyo 20th anniversary』関連曲 |
| 2014年   |                                                                        | |                                                                       |                                                      |
| 1月8日   | BLAZBLUE ボーカルアルバム「SONG IMPRESSION」                           | ノエル=ヴァーミリオン（近藤佳奈子）                                                                | 「Stardust memory〜永遠の日々〜」                                     | ゲーム『BLAZBLUE』関連曲                             |

### その他参加楽曲
| 発売日   | 商品名                                                 | 歌                                                               | 楽曲                             | 備考                                                                  |
| 2004年   | 2004年                                                 | 2004年                                                           | 2004年                           | 2004年                                                                |
| -------- | ------------------------------------------------------ | ---------------------------------------------------------------- | -------------------------------- | --------------------------------------------------------------------- |
| 10月22日 | キャラメル!ポリスアカデミー キャラクターソングアルバム | 井上喜久子、依田恵理子、阿部玲子、三好りえ、近藤佳奈子           | 「1×1=?心」                      | ラジオドラマ『キャラメル!ポリスアカデミー』関連曲                     |
| 10月22日 | キャラメル!ポリスアカデミー キャラクターソングアルバム | 井上喜久子、岩田光央、依田恵理子、阿部玲子、三好りえ、近藤佳奈子 | 「Sweet,Cool and Power of Love」 | ラジオドラマ『キャラメル!ポリスアカデミー』関連曲                     |
| 10月22日 | キャラメル!ポリスアカデミー キャラクターソングアルバム | 依田恵理子、阿部玲子、三好りえ、近藤佳奈子                       | 「キャラメルアカデミー校歌」     | ラジオドラマ『キャラメル!ポリスアカデミー』関連曲                     |
| 10月22日 | キャラメル!ポリスアカデミー キャラクターソングアルバム | 三好りえ、近藤佳奈子                                             | 「悪戯プリン」                   | ラジオドラマ『キャラメル!ポリスアカデミー』関連曲                     |
| 2009年   |                                                        |                                                                  |                                  |                                                                       |
| 8月14日  | Radio Happies Special Edition                          | 近藤佳奈子、依田恵理子、三好りえ                                 | 「きまぐれ☆Street」              | Webラジオ『Palletのきまぐれ☆Street』オープニング曲                    |
| 8月14日  | Radio Happies Special Edition                          | 近藤佳奈子、依田恵理子、三好りえ                                 | 「想月歌（Pallet Ver.）」        | Webラジオ『Palletのきまぐれ☆Street』エンディング曲                    |
| 8月14日  | Radio Happies Special Edition                          | 近藤佳奈子、岸和田まり、三好りえ                                 | 「Bitter Love」                  | Webラジオ『かなりえのHappy Fanceis Radio』オープニング曲              |
| 8月14日  | Radio Happies Special Edition                          | 近藤佳奈子、岸和田まり、三好りえ                                 | 「想月歌（HFR Ver.）」           | Webラジオ『かなりえのHappy Fanceis Radio』エンディング曲              |
| 8月14日  | Radio Happies Special Edition                          | 近藤佳奈子、岸和田まり、三好りえ                                 | 「Endless Summer」               | Webラジオ『Happy Fancies Radio NEO!!』2009年8月よりオープニングテーマ |
| 2013年   |                                                        |                                                                  |                                  |                                                                       |
| 2月6日   | 楠田敏之デュエットアルバム「With You」                 | 楠田敏之 with 近藤佳奈子                                         | 「拝啓☆夏色Carnival」            |                                                                       |

## その他

### 作詞・作曲
2005年
- Pallet「Happy Day」（作曲）

2009年
- Love so Blue〜蒼の鼓動〜（作詞）
- 近藤佳奈子、岸和田まり、三好りえ「Endless Summer」（作曲）
- 想月歌（作詞、作曲）

2010年
- 自身の1stミニアルバム『Pandora』収録曲
  - Pandora Tears（作詞）
  - Never dream（作詞）

2012年
- 自身の1stオリジナルアルバム『Album♪』収録曲
  - a snowy day（作詞）
  - プリティー戦隊 パンダー!!（作詞）
  - Best friend（作詞、作曲）

2013年
- 自身の2ndオリジナルアルバム『MIRROR』収録曲
  - 波音（作詞）
  - 宵の風（作詞）
  - Que sera sera（作詞）
  - new world（作詞、作曲）

2014年
- 自身の3rdオリジナルアルバム『Prism』収録曲
  - Sha la la（作詞）
  - Endless day（作詞）
  - Blue sky（作詞、作曲）
  - SHIAWASE…?（作詞、作曲）

2016年
- 自身の4thオリジナルアルバム『fraction』収録曲
  - Duelist（作詞）
  - Parade（作詞、作曲）
  - またね（作詞、作曲）

2017年
- 自身の2ndミニアルバム『夜が明ける前に』収録曲
  - 夜が明ける前に（作詞）
  - To shiny（作詞）

2018年
- 自身の3rdミニアルバム『forever』収録曲
  - memory（作詞、作曲）

### 原作
- 自身の4thオリジナルアルバム『fraction』内収録音声ドラマ「Prologue」、「Epilogue」（原案）